# Istmina
Istmina – miasto w Kolumbii, w departamencie Chocó.